# Phymorhynchus wareni
Phymorhynchus wareni là một loài ốc biển, là động vật thân mềm chân bụng sống ở biển trong họ Conidae.
Loài này được miêu tả từ miệng phun thủy nhiệt năm 1995.